# Porocimmerites
Porocimmerites is een geslacht van kevers uit de familie van de loopkevers (Carabidae). De wetenschappelijke naam van het geslacht is voor het eerst geldig gepubliceerd in 1998 door Belousov.

## Soorten
Het geslacht Porocimmerites omvat de volgende soorten:
- Porocimmerites angustus Belousov, 1998
- Porocimmerites bisetosus Belousov, 1998
- Porocimmerites circassicus Reitter, 1888
- Porocimmerites dentatus Belousov, 1998
- Porocimmerites imitator Belousov, 1998
- Porocimmerites mirabilis Belousov, 1998
- Porocimmerites politus Belousov, 1998
- Porocimmerites reticulatus Belousov, 1998
- Porocimmerites shakhensis Belousov, 1998
- Porocimmerites ubykh Belousov, 1998